# Haix Schuhe

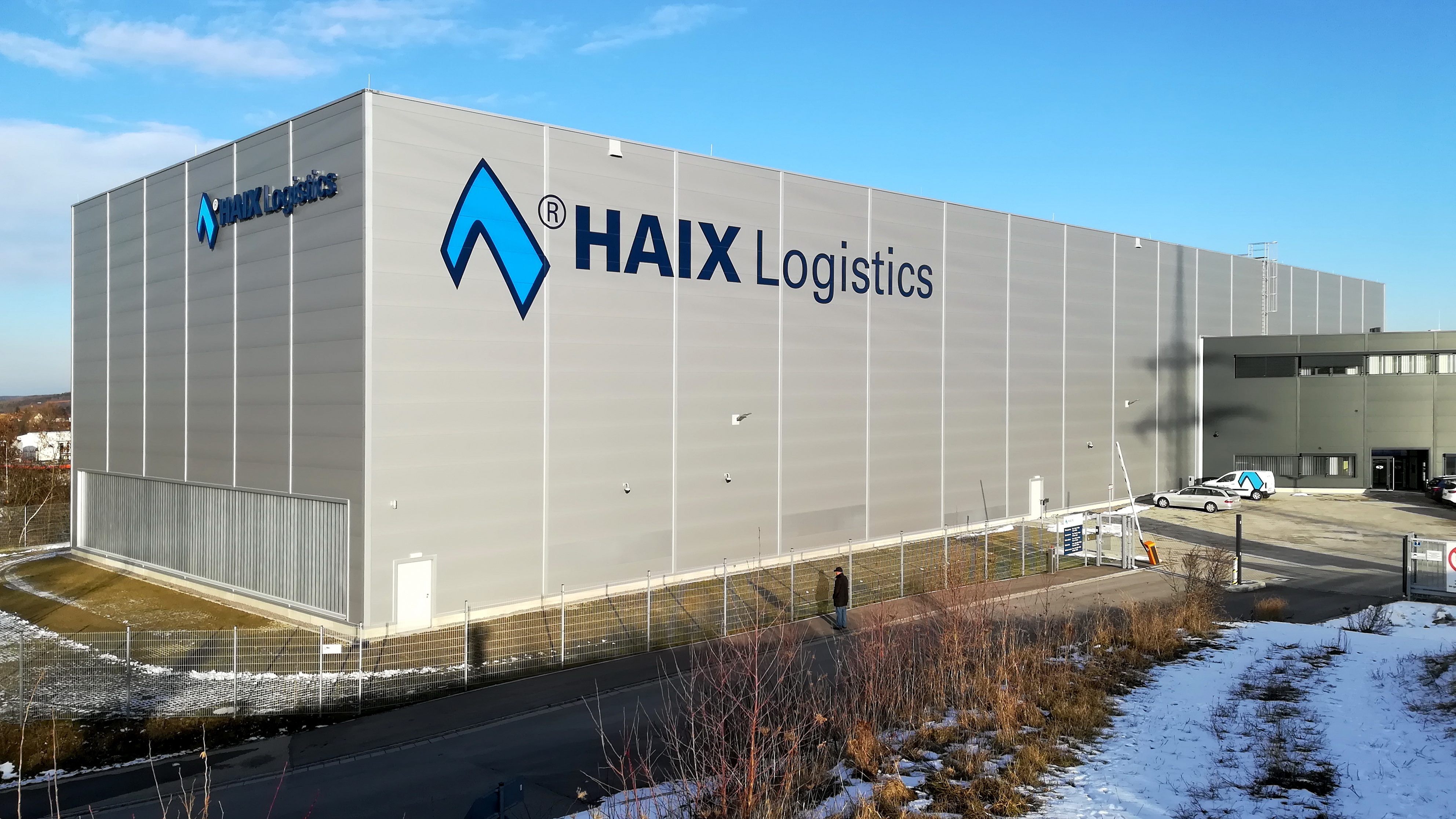
HAIX Logistikzentrum in Mainburg

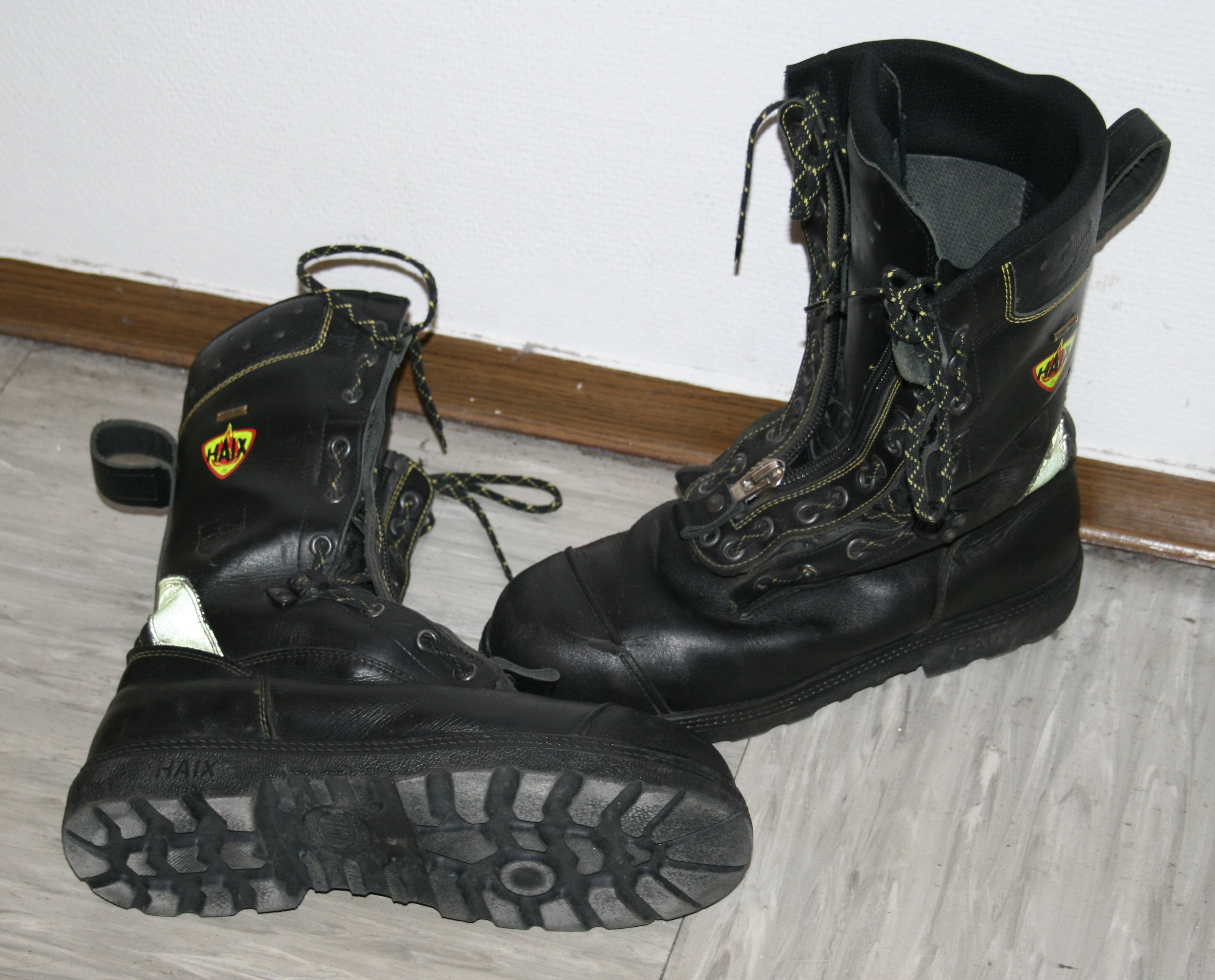
Feuerwehrsicherheitsschuhe von Haix

Die Haix-Schuhe-Produktions- und Vertriebs-GmbH, bekannt unter der Marke HAIX, ist ein deutscher Hersteller von Schuhen, insbesondere von Funktionsschuhen für die Bereiche Feuerwehr, Militär, Forstwirtschaft, Rettungsdienste, Jagd und Polizei sowie von Freizeitschuhen für den Bereich Streetwear.

## Organisation
Haix produziert in Deutschland mit 250 und in Kroatien mit 1300 Mitarbeitern. Der Vertrieb erfolgt über sechs Niederlassungen in Deutschland, Schweiz, Frankreich, Italien, Kroatien und in den USA. Der Hauptsitz befindet sich im niederbayerischen Mainburg im Landkreis Kelheim. Das Unternehmen bietet als Ausbildungsunternehmen neben klassischen Industrieberufen auch den Beruf des Schuhfertigers an.

## Geschichte
Haix wurde im Jahr 1948 gegründet und entwickelte sich rasch zu einem weltweit agierenden Hersteller. Der Markenname Haix leitet sich vom Namen Xaver Haimerl ab. So fügte der Unternehmensgründer das X seines Vornamens an die ersten drei Buchstaben des Nachnamens und schuf die Haimerl Xaver Schuhfertigung. Anfangs fokussierte sich das Unternehmen auf die Herstellung von Wander- und Arbeitsstiefeln. Xaver Haimerls Sohn Ewald (1961–2019) übernahm 1992 die Geschäftsleitung. Er war als Schuhmachermeister und stellvertretender Kommandant der Mainburger Feuerwehr mit den damals üblichen Gummistiefeln der Brandbekämpfer unzufrieden und entwickelte deshalb 1992 einen Feuerwehrstiefel aus Leder, den Urahn aller Funktionsschuhe, die Haix heute produziert.
Im Jahr 2003 folgte die Gründung der Haix North America Inc. in Lexington im US-Staat Kentucky. Die Vertriebsniederlassung bedient den US-amerikanischen und den kanadischen Markt und wurde 2016 von 2000 Quadratmeter Lagerfläche auf 4000 Quadratmeter ausgebaut. Im Jahr 2008 entwickelte Haix auf Kundennachfragen hin erstmals Jagdstiefel. Um die gesteigerte Nachfrage und damit verbundenen Produktionskapazitäten bedienen zu können, entstand kurz darauf in Mala Subotica in Nord-Kroatien eine neue Produktionsstätte mit einer täglichen Kapazität von bis zu 3000 Paar Schuhen. Bei der kroatischen Tochter arbeiten laut eigenen Angaben rund 1300 Mitarbeiter. Zeitgleich wurde eine neue Vertriebstochter, Haix France mit Sitz in Straßburg, gegründet. Ein Jahr später brachte Haix das heute weltweit im Einsatz befindliche Modell Fire Hero auf den Markt.
Das Unternehmen investierte kurz darauf 4,7 Millionen in den Ausbau der Zentrale mit 2000 Quadratmetern Fläche und eigenem Forschungs- und Prüflabor. Im März 2016 eröffnete Haix eine weitere Produktionshalle in Kroatien und erweiterte seine dortige Produktionskapazität auf 10.000 Schuhe pro Tag. In Mainburg wurde 2017 das internationale Logistikzentrum in Betrieb genommen, von dem aus Haix seine Waren für die nationalen und internationalen Märkte zentral ausliefert. Das Unternehmen beschäftigt 2020 weltweit rund 1700 Mitarbeiter und fertigte rund 1,58 Millionen Paar Schuhe.
Mit Beginn der Bundesliga-Saison 2023/24 ist Haix als neuer Hauptsponsor beim Fußballverein SV Darmstadt 1898 erstmals auf dem Trikot eines Profivereins sichtbar. Das Sponsoring beläuft sich auf 2 Millionen Euro. Der bestehende Vertrag wurde vorzeitig bis zum Sommer 2026 verlängert und auf die Namensrechte des Trainingsgeländes ausgeweitet.
Auch bei der Handball-Europameisterschaft der Männer 2024 tritt Haix als Sponsor beim Streaminganbieter Dyn auf.

## Produkte
Zur Produktlinie des Unternehmens zählen Berufsschuhe, Freizeitschuhe, Arbeitsschuhe und Spezialserien. Haix  produziert sowohl für Feuerwehren (wie bspw. für das New York City Fire Department) und Polizeibehörden als auch für Armeen (wie die British Army) und Spezialeinheiten (wie die GSG 9) in aller Welt. Zusammen mit anderen deutschen Schuhproduzenten gehört Haix zu den Auftragnehmern für das Neuausstattungsprogramm „Kampfschuhsystem Streitkräfte“ der Bundeswehr. Im Rahmen des Programms sollen alle Teilstreitkräfte bis Ende 2020 mit neuen Kampfstiefeln ausgestattet werden. Auch im zivilen Freizeitsegment bietet das Unternehmen Schuhe für verschiedene Anforderungen, so etwa Outdoor- und Wanderschuhe, Sportschuhe und auch solche für die Jagd.
In Ergänzung zum Portfolio vertreibt das Unternehmen Funktionsbekleidung, Accessoires sowie Zubehör für die Schuhe. Mit seiner Extended-Linie bietet das Unternehmen Taschen und Rucksäcke an, die aus gebrauchter US-amerikanischer Feuerwehrbekleidung gefertigt wurde.